# The Drug King
The Drug King (Originaltitel: Mayakwang) ist ein Gangsterfilm des südkoreanischen Regisseurs Woo Min-ho aus dem Jahr 2018. Der Film basiert auf der wahren Geschichte des südkoreanischen Drogenbarons Lee Doo-sam. Am 19. Dezember 2018 lief der Film in den südkoreanischen Kinos an und wurde am 21. Februar 2019 international auf Netflix veröffentlicht.

## Handlung
1972 in Busan verdient sich der gelernte Juwelier Lee Doo-sam als Kleinkrimineller in einem Verbrechersyndikat. Allerdings möchte er selbst reich werden und nebenbei sein eigenes Imperium aufbauen. In Japan trifft er sich mit dem Nordkoreaner Kim Soon-pyung. Dieser verrät ihm, die Zutaten für Crank von Japan nach Busan zu schiffen und Drogen herzustellen und diese wieder nach Japan zu exportieren, sei eine Goldgrube. Doo-sam arbeitet von diesem Moment darauf hin, dieses Unterfangen aufzunehmen. Doch in Korea wird er von der Drogenbehörde geschnappt und inhaftiert, da seine alte Gang ihn verraten hat, um selbst davonzukommen. Im Gefängnis lernt er den Kapitän Choi Jin-pil kennen, der die Route von Busan nach Japan beherrschen soll. Er wurde jedoch nicht aufgrund von Schmuggel festgenommen, sondern wegen Ehebruchs.
Als beide aus der Haft entlassen werden, gehen sie einen Deal ein, Drogen nach Japan zu schmuggeln. Er besticht Seo Sang-hoon vom Drogendezernat und findet mit Professor Baek einen exzellenten „Koch“ für die Drogen. Doo-sams Team kann schnell hohe Umsätze verzeichnen. Allerdings reißt Choi Jin-pil das Geschäft immer mehr an sich. So hält Doo-sam nach neuen Verbindungen ausschau und lernt von Baek das herstellen der Drogen. Mittlerweile ist der Seouler Ermittler Kim In-goo ihm aus dem Fersen. Dieser bemerkt die Korruption der Polizei von Busan und baut bald nur noch auf sein eigenes Team.
Als Doo-sam seine Kooperation mit Kim Soon-pyung wieder aufnimmt und die einflussreiche Jung-ah kennenlernt, ist sein Aufstieg rasant. Zeitweise wird er von Kim In-goo festgenommen. Doch Doo-sams Beziehung bringen ihn schnell wieder auf freien Fuß. Doch Doo-sam bildet sich immer mehr auf seine Leistung ein. Dadurch löst sich seine Verbindung zu Jung-ah. Als Soon-pyung in Not gerät, hilft er ihm nicht. So beginnt Doo-sams Imperium zu bröckeln. Die Regierung geht härter gegen Korruption vor, seine Verbündeten verschwinden. Schließlich ist es ein Drogenkurier und Doo-sams Frau, durch die sie entsprechende Beweise sammeln, um ihn festzunehmen. Zuletzt erhält In-goo von Doo-sam das Notizbuch mit all seinen Kontakten. Das Ausmaß der Korruption wird deutlich.

## Rezeption
In Südkorea hatte Drug King knapp 1,9 Millionen Kinobesucher.
Yoon Min-sik lobte Song Kang-hos schauspielerische Leistung und bezeichnet den Film als humorvoll und visuell ansprechend. Ansonsten bleibe Drug King aber durch eine schwache Handlung und verschwendete Nebendarsteller hinter den Erwartungen zurück. Lees Tisch erinnere sofort an Scarface (1983) und fühle sich deshalb klischeehaft an. Dennoch sei es ein mindestens passabler Film.